# Sendigova kašna
Sendigova kašna (německy Sendigbrunnen) je pískovcovo-bronzová kašna s prvky historismu a secese nacházející se na náměstí saského lázeňského města Bad Schandau. Její výstavbu v roce 1896 financoval místní hoteliér Rudolf Sendig (1848–1928).

## Historie
Stavbu pískovcové kašny na do té doby prázdném náměstí inicioval místní hoteliér Rudolf Sendig (1848–1928) v roce 1896. Na podzim téhož roku následovalo její požehnání. Její stavba se stala symbolem rozmachu města, který ukončila první světová válka. Během válečných a poválečných událostí někdy v letech 1942–1945 byl kovový vrchol fontány zničen a demontován. Předpokládaným důvodem je potřeba kovu pro válečné účely nebo jeho zcizení Rudou armádou. Zbývající část kašny v poválečném období chátrala a kvůli netěsnosti byla zavezena zeminou. Nad přívodem vody tak tvořila jen mělkou nádrž.

## Obnova
Přípravy na obnovu kašny v původní podobě přišla v roce 1994. Měla se tak stát jedním ze symbolů obnovovaného centra lázeňského města. Obnově předcházel historický průzkum, během něhož byly neúspěšně hledány prameny v regionálních i celostátních archivech. Příprava rekonstrukce byla v roce 1995 svěřena drážďanskému sochaři Eberhardu Wolfovi (* 1938). Ten v dalších letech shromáždil dostatek pramenů (fotografie, zprávy a popisy) a v roce 1998 vytvořil model v měřítku 1:10. V únoru 2008 byl založen Podpůrný spolek Sendigova kašna Bad Schandau. Krátce nato odlila společnost Kunstgießerei Lauchhammer bronzovou vanu pro horní část kašny, která byla osazena v roce 2009. Sochy na vrcholu fontány byla doplněny v létě 2011. Slavnostní odhalení rekonstruované kašny proběhlo 4. září 2011.
Sendigova kašna je chráněná jako kulturní památka pod číslem 09222255.

## Popis
Samotná kašna je kruhového tvaru. Použitým materiálem je pískovec. Kašna je osazená na vyvýšeném čtvercovém stupni. Vnitřek kašny tvoří na podstavci nesená bronzová kašna, na které je umístěno bronzové sousoší.